# Stazione di Baschi
La stazione di Baschi, in origine denominata Baschi-Montecchio era una stazione ferroviaria posta al km 117+236 della linea lenta Firenze-Roma. L'impianto sorge nel territorio comunale di Orvieto, ad una distanza di 3,2 chilometri dal centro di Baschi ed è posto sulla strada statale 205 Amerina.

## Storia
Il 4 dicembre 2011 è stata soppressa unitamente a quella di Bassano in Teverina.

## Strutture e impianti

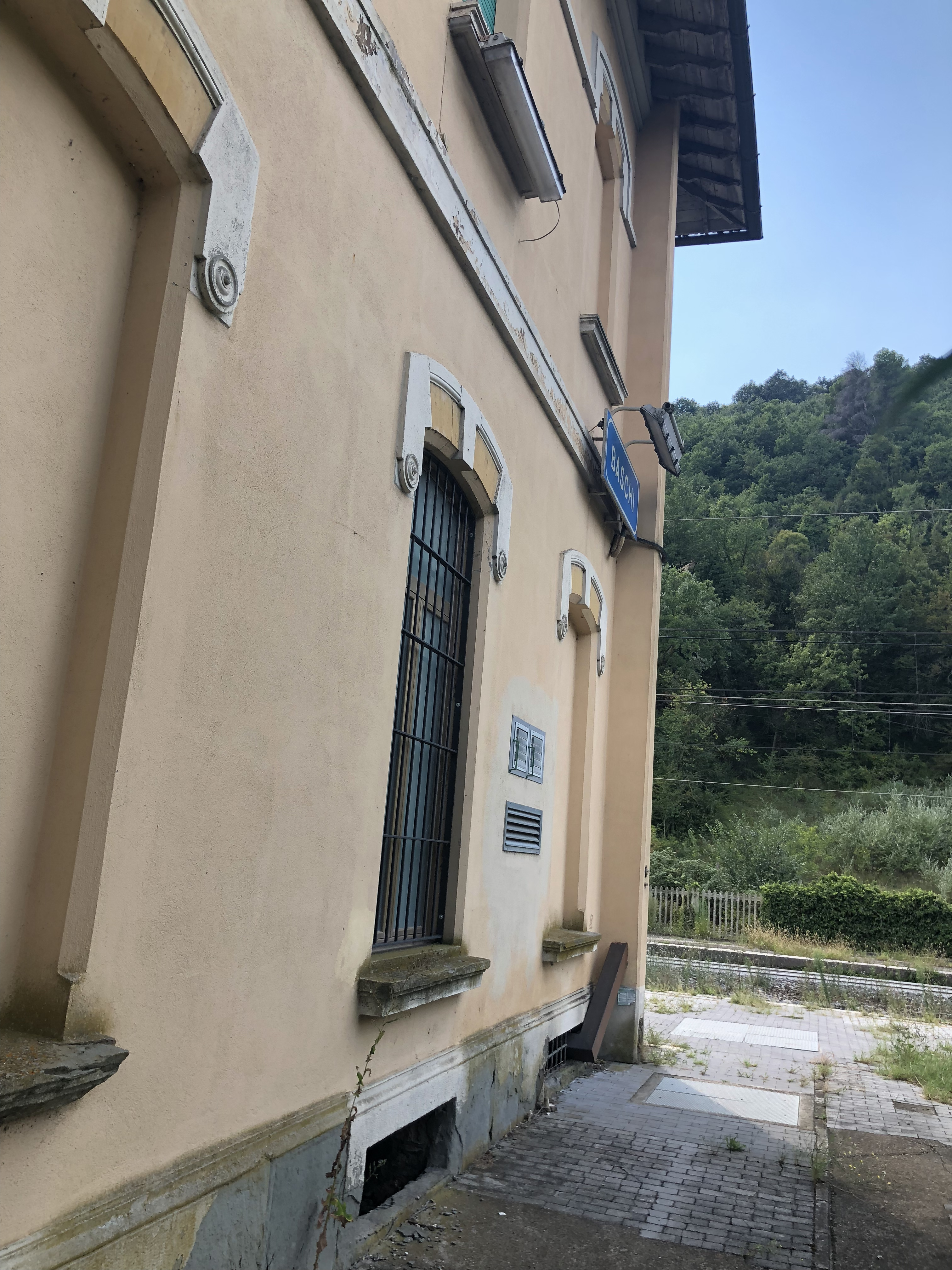
Lato della struttura principale. È ancora visibile la pannellistica FS

Conseguentemente alla soppressione, il fabbricato viaggiatori della stazione è chiuso ed in stato di abbandono.
La stazione era dotata di 2 binari.